# Aisy-sur-Armançon
Aisy-sur-Armançon é uma comuna francesa na região administrativa de Borgonha-Franco-Condado, no departamento de Yonne. Estende-se por uma área de 17,97 km². Em 2010 a comuna tinha 252 habitantes (densidade: 14 hab./km²).